# Stelling van Erdős-Mordell

Figuur bij de ongelijkheid van Erdős-Mordell

De stelling van Erdős-Mordell of ongelijkheid van Erdős-Mordell is een ongelijkheid in een driehoek die zegt dat voor een punt in het inwendige de som van de afstanden tot de hoekpunten niet kleiner is dan het dubbele van de som van de afstanden tot de zijden.
Als P het punt is in het inwendige van de driehoek ABC en x, y en z zijn respectievelijk de afstanden van P tot de zijden BC, CA en AB en p, q en r de afstanden tot de hoekpunten A, B en C, dan luidt de ongelijkheid:
{\displaystyle p+q+r\geq 2(x+y+z).}
Het gelijkteken geldt dan en slechts dan als ABC gelijkzijdig is en P het zwaartepunt is. De ongelijkheid is als vermoeden geuit door Paul Erdős in 1935 en in datzelfde jaar door Louis Mordell bewezen.
- (en) C Alsina en RB Nelsen in Forum Geometricorum. A Visual Proof of the Erdös-Mordell Inequality, 2007. jrg. 7, blz. 99-102.